# إيليان إيلييف (لاعب كرة قدم مواليد 1999)
إيليان إيلييف (بالبلغارية: Илиан Илиев) هو لاعب كرة قدم بلغاري في مركز الوسط، ولد في 20 أغسطس 1999 في فارنا في بلغاريا. لعب مع نادي تشيرنو مور فارنا.

## وصلات خارجية
- إيليان إيلييف (لاعب كرة قدم مواليد 1999) على موقع الاتحاد الدولي (مؤرشف)  (الإنجليزية)
- إيليان إيلييف (لاعب كرة قدم مواليد 1999) على موقع الاتحاد الأوربي (الإنجليزية)
- إيليان إيلييف (لاعب كرة قدم مواليد 1999) على موقع قاعدة بيانات كرة القدم.إي يو (الإنجليزية)
- إيليان إيلييف (لاعب كرة قدم مواليد 1999) على موقع ناشيونال فوتبول تيمز (الإنجليزية)
- إيليان إيلييف (لاعب كرة قدم مواليد 1999) على موقع Soccerway.com (الإنجليزية)
- إيليان إيلييف (لاعب كرة قدم مواليد 1999) على موقع عالم كرة القدم.نت (الإنجليزية)